# Gewoon muggenstrontjesmos
Gewoon muggenstrontjesmos (Strangospora pinicola) is een korstmossoort uit de familie Strangosporaceae. De familie is nog niet eenduidig vastgesteld (incertae sedis). 

## Determinatie
Het heeft donker- tot roodbruine apotheciën en bruintinten in het epihymenium. Rhizinen en sorediën zijn afwezig. Het heeft meer dan 32 ascosporen per ascus.

## Ecologie
Gewoon muggenstrontjesmos komt veel voor op laanbomen. Het gedijt goed op zwak geëutrofieerde, zure schors in gebieden die tot voor kort een hoge SO2-belasting hadden. Bij ontzuring zal de soort snel verdwijnen. 

## Verspreiding
In Nederland is het een vrij zeldzame soort. Het staat staat niet op de Nederlandse Rode Lijst en is niet bedreigd. Eerst werd het vooral op eik gevonden, maar later kwam het vooral voor op loofhout.